# Milano-Sanremo 1915
La Milano-Sanremo 1915, nona edizione della corsa, fu disputata il 28 marzo 1915, per un percorso totale di 289 km. Fu vinta dall'italiano Ezio Corlaita, giunto al traguardo con il tempo di 10h36'03" alla media di 27,262 km/h davanti ai connazionali Luigi Lucotti e Angelo Gremo. In origine la vittoria andò a Costante Girardengo, che però successivamente fu squalificato per non aver percorso il corretto itinerario.
I ciclisti che partirono da Milano furono 48; coloro che tagliarono il traguardo a Sanremo furono 20 (tutti italiani).

## Ordine d'arrivo (Top 10)
| Pos. | Corridore           | Squadra | Tempo     |
| ---- | ------------------- | ------- | --------- |
| 1    | Ezio Corlaita       | Dei     | 10h36'03" |
| 2    | Luigi Lucotti       | Bianchi | a 1'07"   |
| 3    | Angelo Gremo        | Bianchi | a 6'57"   |
| 4    | Carlo Galetti       | Dei     | a 7'07"   |
| 5    | Giuseppe Azzini     | Bianchi | a 8'27"   |
| 6    | Giovanni Cervi      | Ganna   | a 17'04"  |
| 7    | Giovanni Rossignoli | -       | a 25'37"  |
| 8    | Lauro Bordin        | Dei     | s.t.      |
| 9    | Ottavio Pratesi     | -       | s.t.      |
| 10   | Alfonso Calzolari   | Stucchi | s.t.      |